# Stephen Sondheim

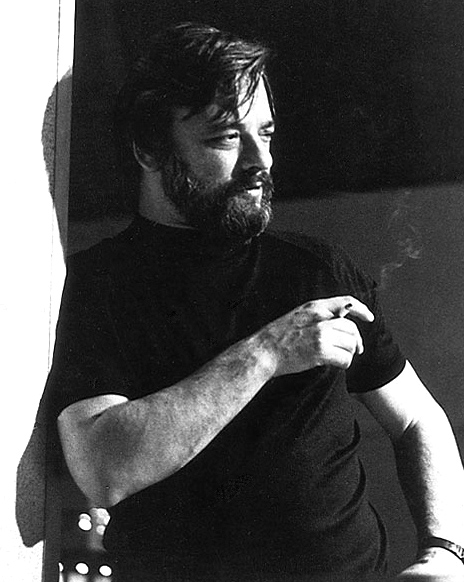
Stephen Sondheim (ca. 1970)

Stephen Joshua Sondheim (geboren am 22. März 1930 in New York City; gestorben am 26. November 2021 in Roxbury, Connecticut) war ein US-amerikanischer Musicalkomponist und -texter. Er war Preisträger eines Academy Awards, neun Tony Awards, acht Grammy Awards, des Pulitzer-Preises und der Presidential Medal of Freedom. Er gilt als einer der bedeutendsten Musicalautoren des 20. Jahrhunderts und als Legende des Broadways.
In den 1950er-Jahren schrieb er die Gesangstexte von West Side Story, später komponierte er Musicals wie A Funny Thing Happened on the Way to the Forum, A Little Night Music, Sweeney Todd, Sunday in the Park with George und Into the Woods. Verschiedene seiner Lieder wie Send In the Clowns erlangten große Bekanntheit.

## Leben

### Frühes Leben und Ausbildung
Stephen Sondheim wuchs nach der Scheidung seiner jüdischen Eltern auf einer Farm in Pennsylvania auf. Ab seinem siebten Lebensjahr erhielt er Klavierunterricht. Im Alter von zehn Jahren freundete er sich mit Jimmy Hammerstein an, dem Sohn von Oscar Hammerstein. Nachdem Sondheim eine Show für eine Schulaufführung geschrieben hatte, kam er mit dieser zu Oscar Hammerstein. Obwohl Hammersteins Reaktion darauf negativ war, sah er Sondheims Potenzial und lehrte ihn die Grundbegriffe des Musicals. Zum Training empfahl er ihm, vier verschiedene Stücke zu schreiben, nämlich:
- ein Musical, das auf einem guten Stück basiert (wie zum Beispiel All That Glitters)
- ein Musical, das auf einem schlechten Stück basiert (wie zum Beispiel High Tor)
- ein Musical, das auf einem Roman oder einer Kurzgeschichte basiert, die bisher noch nicht dramatisiert wurden (wie zum Beispiel Mary Poppins)
- ein Musical mit einer Originalstory (wie zum Beispiel Climb High)

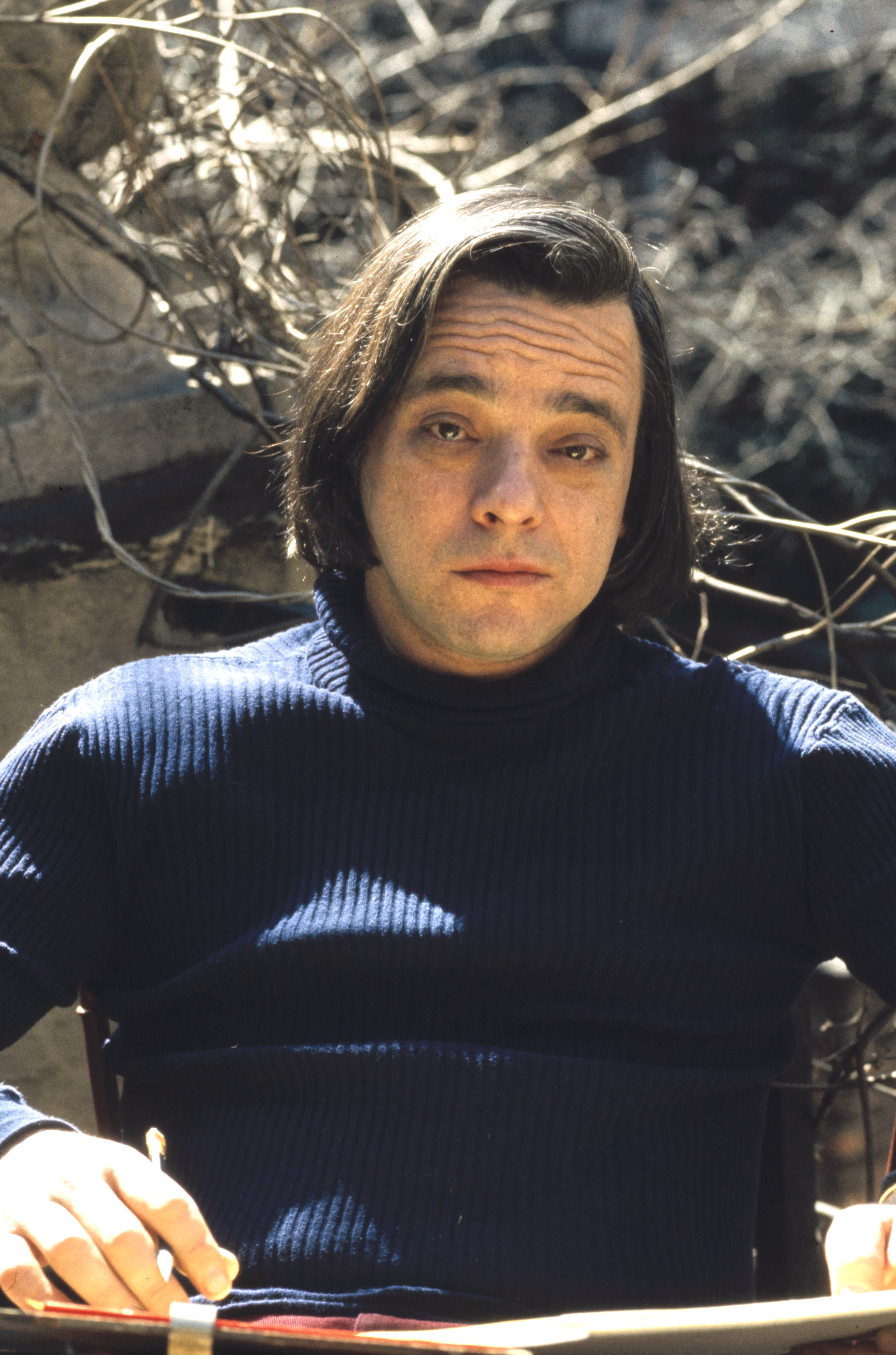
Stephen Sondheim (1972)

Keines dieser „Auftragsmusicals“ wurde professionell produziert. High Tor und Mary Poppins wurden vor allem deshalb nicht produziert, weil die Rechteinhaber der Originalwerke die Erlaubnis verweigerten. Aber Sondheim lernte durch die Diskussion mit dem Musicalveteranen mehr über das Schreiben von Musicals, als er durch das Studium der ganzen Musicalliteratur hätte lernen können.
Sondheim studierte beim Komponisten Milton Babbitt. 1950 schloss er seine Ausbildung am Williams College in Williamstown (Massachusetts) mit magna cum laude ab, wo er Mitglied der akademischen Gemeinschaften Beta Theta Pi und Phi Beta Kappa wurde.

### Schaffen
1954 schrieb er Musik und Text für Saturday Night, das aber nie an den Broadway kam und erst 1997 im Bridewell Theatre in London aufgeführt wurde.
Mit 25 Jahren schrieb Sondheim die Texte zu Leonard Bernsteins West Side Story und 1959 diejenigen zu Gypsy von Jule Styne. In beiden Fällen stammte das Buch von Arthur Laurents. 1962 wurde A Funny Thing Happened on the Way to the Forum am Broadway aufgeführt, das erste Musical, für das er Text und Musik verfasste. Das nächste Musical, Anyone Can Whistle, war ein finanzieller Misserfolg. Später entwickelte sich aber ein Kult um dieses Werk. Anschließend betätigte er sich zum letzten Mal als Textdichter für einen anderen Komponisten, und zwar für Do I Hear a Waltz? mit der Musik von Richard Rodgers. Danach widmete er sich dem Komponieren und Schreiben einer ganzen Reihe von der Kritik sehr geschätzter Musicals.
Sondheim blieb bis ins hohe Alter aktiv, so kündigte er im September 2021 in der Fernsehshow von Stephen Colbert ein neues Musical namens Square One an. Er starb im November 2021 im Alter von 91 Jahren in seinem Landhaus in Connecticut.

### Privates

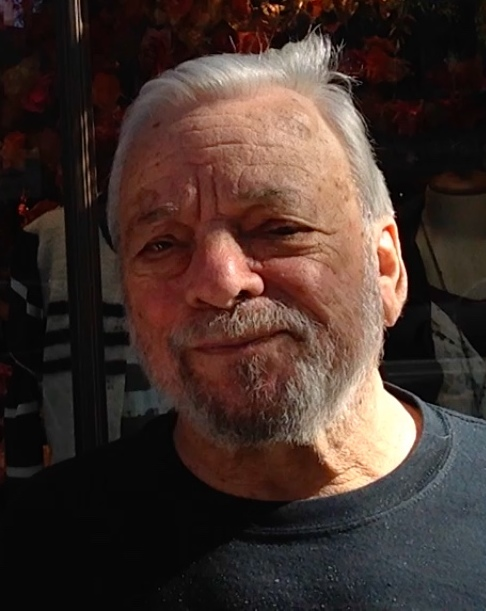
Stephen Sondheim 2014

Mit 40 Jahren hatte Sondheim sein Coming-out. Sein Lebensgefährte war zeitweilig der Dramatiker Peter Jones. Im Jahr 2017 heiratete er seinen Lebensgefährten Jeff Romley.

## Musikalischer Stil
Sondheim gehörte zu den musikalisch anspruchsvollsten Musicalkomponisten überhaupt. Die meisten seiner Musicals verzichten auf eingängige, leicht fassliche Melodien, so dass nur wenige Songs aus seinem Bühnenwerk einem breiten Publikum bekannt sind. Ein typisches Merkmal seines Stils ist, komplexe musikalische Strukturen so geschickt zu arrangieren, dass sie einem unerfahrenen Hörer gar nicht auffallen. Er hatte eine Vorliebe für komplizierte Harmonien und Melodien, die nicht selten sogar polyphone Formen annehmen, wie zum Beispiel beim Chor von fünf Nebenrollen in Das Lächeln einer Sommernacht, der als eine Art „Griechischer Chor“ fungiert. Als Vorbild dafür benannte er Bach. Er behauptete einmal, nichts anderes gehört zu haben.
Eines seiner bedeutendsten Werke ist Sunday in the Park with George. Er imitiert den pointilistischen Malstil von Georges Seurat durch chromatische Staccato-Motive. Zugleich ist Sunday in the Park with George auch ein biographisches Werk, bei dem Sondheim seine literarischen und musikalischen Ansichten thematisierte.

## Hauptwerke
Wenn nicht anders vermerkt, sind Text und Musik von Stephen Sondheim.
- Saturday Night (1955, Premiere 1997; Buch von Julius J. Epstein und Philip G. Epstein).
- West Side Story (1957; Songtexte von Sondheim; Musik von Leonard Bernstein; Buch von Arthur Laurents) – 1961 von Jerome Robbins und Robert Wise verfilmt.
- Gypsy (1959; Songtexte von Sondheim; Musik von Jule Styne; Buch von Arthur Laurents) – 1962 von Mervyn LeRoy mit Rosalind Russell verfilmt und 1993 von Emile Ardolino mit Bette Midler fürs Fernsehen produziert.
- A Funny Thing Happened on the Way to the Forum (1962; auf Deutsch unter verschiedenen Titeln aufgeführt, meist Toll trieben es die alten Römer; Buch von Burt Shevelove und Larry Gelbart) – 1966 unter gleichem Titel (deutsch Toll trieben es die alten Römer) von Richard Lester mit Zero Mostel verfilmt.
- Anyone Can Whistle (1964; Buch von Arthur Laurents).
- Do I Hear a Waltz? (1965; Songtexte von Sondheim; Musik von Richard Rodgers; Buch von Arthur Laurents).
- Company (1970; Buch von George Furth).
- Follies (1971; Buch von James Goldman).
- A Little Night Music (1973; deutsch „Das Lächeln einer Sommernacht“; Buch von Hugh Wheeler) – 1977 von Harold Prince mit Elizabeth Taylor verfilmt.
- The Frogs (1974, Premiere 2005; Buch von Nathan Lane nach der antiken Komödie Die Frösche).
- Pacific Overtures (1976; Buch von John Weidman).
- Sweeney Todd (1979; Buch von Hugh Wheeler).
- Merrily We Roll Along (1981; Buch von George Furth).
- Sunday in the Park with George (1984; Buch von James Lapine).
- Into the Woods (1987; Buch von James Lapine).
- Assassins (1990; Buch von John Weidman).
- Passion (1994; Buch von James Lapine).
- Bounce (2003; Buch von John Weidman).
- Road Show (2008; Überarbeitung von Bounce).
- Here We Are (2023; Buch von David Ives, posthum uraufgeführt)

## Film / Fernsehen
Sondheims Arbeiten oder Umsetzungen seiner Arbeiten im Bereich Film und Fernsehen umfassen:
- Drehbücher für zehn Folgen der Fernsehserie Topper um 1953 (ohne Musik)
- die Verfilmungen von West Side Story (1961 und 2021) mit seinen Liedtexten
- die Verfilmungen von Gypsy (1962 mit Natalie Wood und 1993 mit Bette Midler) mit seinen Liedtexten
- die Musik von Toll trieben es die alten Römer (1966), Richard Lesters Verfilmung von Sondheims Musical
- Evening Primrose (1966), ein Fernsehmusical mit Anthony Perkins über eine geheime Vereinigung von Leuten, die in einem Kaufhaus leben.
- The Last of Sheila (1973), ein Krimi, geschrieben zusammen mit Anthony Perkins
- The Madam’s Song bzw. I Never Do Anything Twice, für den Film Kein Koks für Sherlock Holmes (The Seven-Per-Cent Solution) (1976).
- die Filmmusik für Alain Resnais’ Film Stavisky (1974)
- Das Lächeln einer Sommernacht (A Little Night Music) (1977), Verfilmung seines Musicals
- das Lied Goodbye for Now für Warren Beattys Film Reds (1981), später beispielsweise von Barbra Streisand interpretiert
- Fünf Songs für Warren Beattys Film Dick Tracy (1990). (Academy Award in der Kategorie Bester Song für „Sooner or Later“, gesungen von Madonna)
- die Filmmusik für Sweeney Todd – Der teuflische Barbier aus der Fleet Street (2007, UK: Silber), eine Verfilmung seines Musicals.[6]
- die Filmmusik für Into the Woods (2014), eine Verfilmung seines Musicals
- Der Regisseur Richard Linklater arbeitet seit 2019 an einer Verfilmung von Sondheims Musical Merrily We Roll Along, die über die nächsten 20 Jahre stückweise gedreht werden soll.[7]

Die englischen Original-Namen der Desperate-Housewives-Folgen werden größtenteils nach Titeln von Sondheims Arbeiten benannt.

## Auszeichnungen und Ehrungen (Auswahl)
Grammy Awards
- 1970: Company
- 1973: A Little Night Music

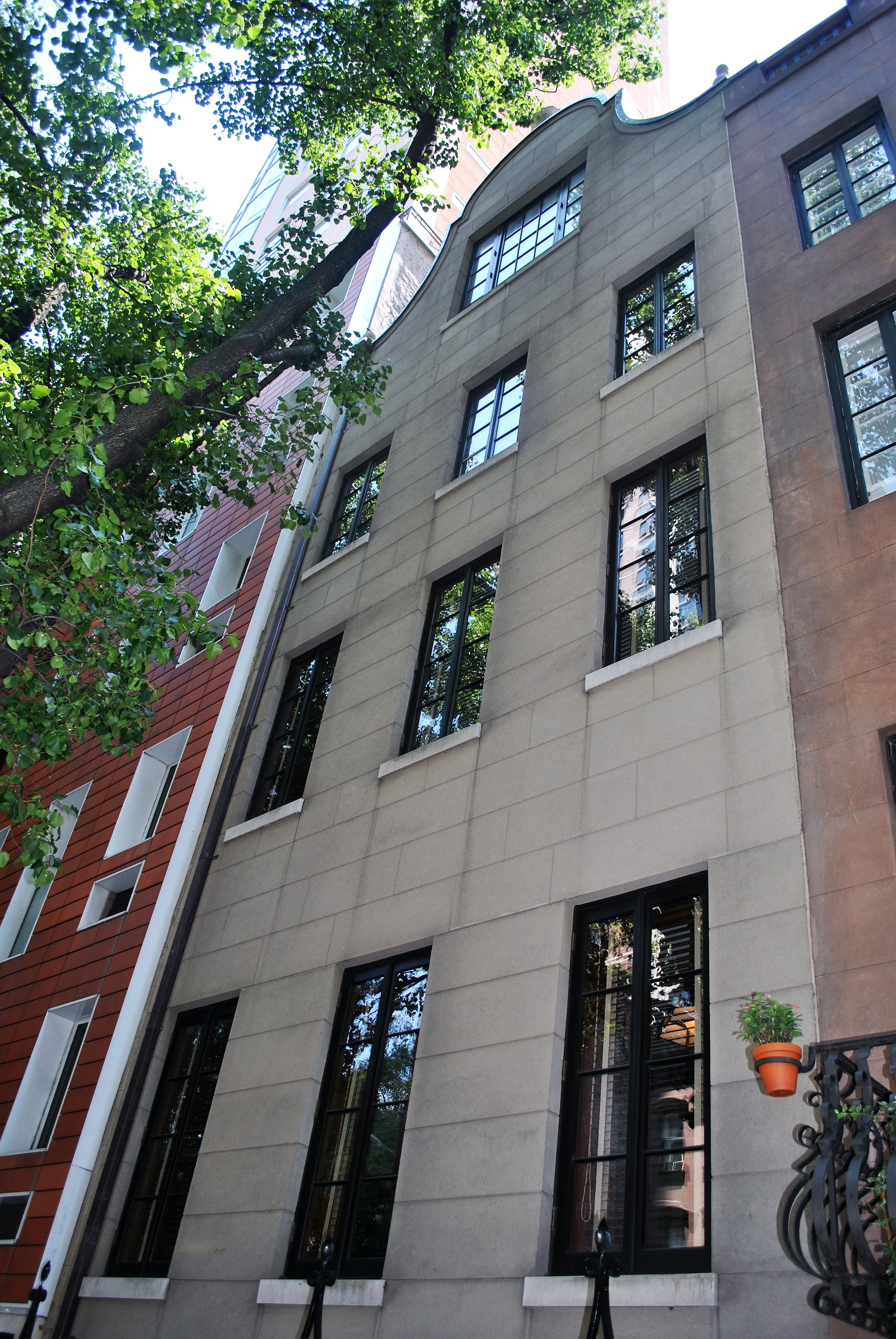
Stephen Sondheims Haus in Manhattan, 246 East 49th Street, um 1960 erbaut

- 1975: Send in the Clowns (Song des Jahres)
- 1979: Sweeney Todd: The Demon Barber of Fleet Street
- 1984: Sunday in the Park with George
- 1988: Into the Woods
- 1994: Passion
- 2010: West Side Story

Tony Awards
- 1963: A Funny Thing Happened on the Way to the Forum (Bestes Musical)
- 1971: Company (Bestes Musical, Bestes Libretto)
- 1972: Follies
- 1973: A Little Night Music (Bestes Musical)
- 1979: Sweeney Todd: The Demon Barber of Fleet Street
- 1988: Into the Woods
- 1994: Passion (Bestes Musical)
- 2008: Tony Award für sein Lebenswerk

Laurence Olivier Awards
- 1980: Sweeney Todd: The Demon Barber of Fleet Street (Bestes neues Musical)
- 1987: Follies (Bestes neues Musical)
- 1988: Candide (Bestes neues Musical)
- 1991: Sunday in the Park with George (Bestes neues Musical)
- 2001: Merrily We Roll Along (Bestes neues Musical)

Weitere Auszeichnungen
- 1983: Mitglied der American Academy of Arts and Letters[9]
- 1985: Pulitzer-Preis (für Sunday in the Park with George)
- 1990: Oscar für den Besten Song "Sooner or Later (I Always Get My Man)" aus Dick Tracy
- 1993: Kennedy-Preis für sein Lebenswerk
- 1994: Algur H. Meadows Award der Southern Methodist University
- 2001: Mitglied der American Academy of Arts and Sciences[10]
- 2011: Laurence Olivier Award (Special-Award in Anerkennung seiner Verdienste um die Londoner Theater)
- 2012: Critics’ Circle Theatre Award
- 2014: Presidential Medal of Freedom

Außerdem ist Sondheim Mitglied in der American Theater Hall of Fame.